# Nanyang
Nanyang is een stad en een prefectuur in het zuidwesten van de Chinese provincie Henan, Volksrepubliek China.
Bij de volkstelling van 2020 had de stad 1.407.616 inwoners, de gehele prefectuur had 9.713.112 inwoners.
Nanyang grenst in het zuidoosten aan Xinyang, in het oosten aan Zhumadian, in het noordoosten aan Pingdingshan, in het noorden aan Luoyang, in het noordwesten aan Sanmenxia, in het westen aan de provincie Shaanxi en in het zuiden aan de provincie Hubei.